# Форманта (завод)
Форманта (также Качканарский радиозавод «Форманта») — предприятие по производству музыкальной и радиотехнической аппаратуры в Качканаре, существовавшее с 1976 по 2001 год. Выпускало радиотехническую продукцию оборонного назначения, а также радиоколонки, синтезаторы, телевизоры, световые шнуры и пылесосы под одноимённым брендом. Обанкротилось в 2001 году.

## История
Вид с высоты корпуса бывшего радиозавода

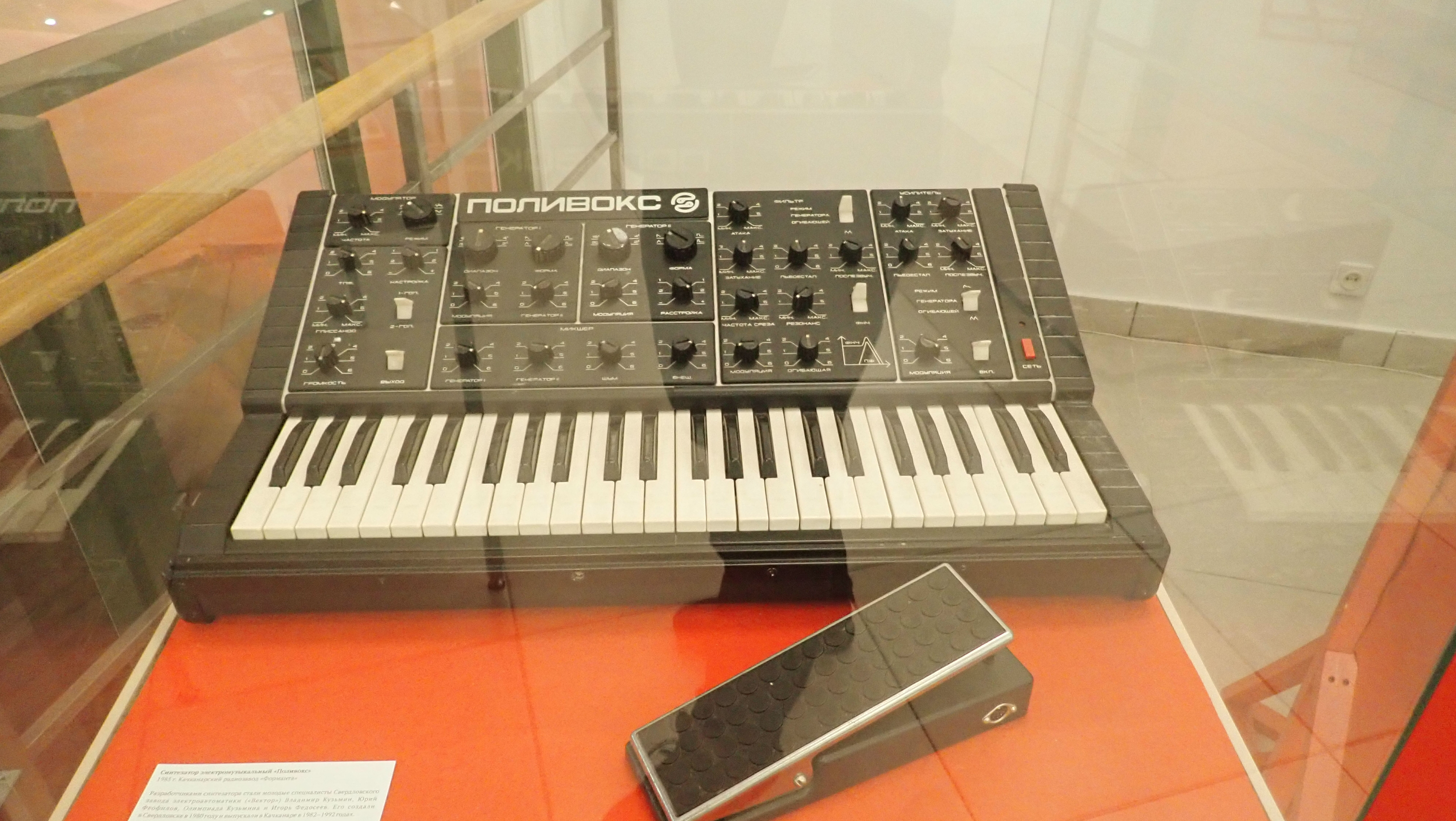
Синтезатор Поливокс, производившийся в Качканаре в 1988—1992 годах

В 1963 году в Качканаре была запущена в эксплуатацию первая очередь Качканарского ГОКа, на строительстве и после запуска которого было задействовано в основном мужское население города. В 1970-х годах доля работников комбината достигла 88 % от числа всех работников промышленности города. По инициативе первого секретаря Качканарского горкома партии Д. И. Гикалова, пролоббировавшего в областных партийных кругах создание нового производства в развивающемся Качканаре с целью устранения структурной безработицы и диверсификации экономики, в ноябре 1975 года был издан приказ Министерства радиопромышленности о строительстве в Качканаре завода «Электромузыкальных инструментов и радиоигрушек». В результате в августе 1976 года в Качканаре был открыт филиал Свердловского завода «Электроавтоматика», 21 сентября того же года был подписан очередной министерский приказ о присвоении качканарскому заводу названия «Филиал Свердловского завода электроавтоматики». Первым руководителем предприятия был назначен Леонид Андреевич Пономарёв. В первые месяцы работы завод занимал арендованные площади, одновременно начав строительство новых корпусов собственными силами. К концу 1976 года завод освоил выпуск фотоэкспонометра «Фотон-1М», к февралю 1977 года — музыкального инструмента «ФАЭМИ с ВЭМИ». В 1978 году номенклатура расширилась, завод стал производить звучащие нотные азбуки «ЗНА», музыкальные усилители «УЭМИ-10» и «УЭМИ-50», а также эстрадные комплексы в составе двух усилителей и блока эффектов для электромузыкальных инструментов «ЭСК0-100». В октябре 1978 года директором Качканарского радиозавода был назначен Д. И. Гикалов.
В декабре 1978 года были сданы в эксплуатацию два новых заводских корпуса, которые заняли механический, инструментальный цехи, цех по выпуску пластмассовых изделий и энергоцех. В декабре 1979 года были сданы ещё два корпуса, в которых начали работу цех покрытий и печатных плат и сборочный цех, в конце 1980 года — 9-этажный административно-бытовой корпус. После гибели Гикалова в октябре 1983 года директором радиозавода был вновь назначен Л. А. Пономарёв. В 1986 году было завершено строительство второй очереди завода, предназначавшейся для производства изделий оборонного назначения. По оборонным заказам в разные периоды завод производил фазовращатели комплексов С-300 (с 1984 года), а также отдельные блоки электронных прицелов. Окончательная сборка производилась на заводе «Электроавтоматика» в Свердловске. К концу 1980-х годов штат предприятия увеличился до 4500 человек, в том числе 3000 женщин. Инженерный состав насчитывал около 1100 человек. С запуском радиозавода и завода ЖБИ в Качканаре доля работников горно-обогатительного комбината в Качканаре снизилась до 62 %. После расширения ассортимента производимой продукции предприятию удалось получить прибыть от своей деятельности, что впервые было достигнуто в 1985 году. 24 октября 1989 года вышел первый номер газеты радиозавода, публиковавшейся до 1991 года. В 1986—1998 годах директором радиозавода работал Новосельцев Сергей Александрович.
Предприятие несколько раз меняло названия и форму собственности. В октябре 1980 года приказом Министра радиопромышленности был создан Качканарский радиозавод, постановлением Совета Министров от 21 марта 1989 года предприятие было переименовано в Качканарский радиозавод «Форманта». 26 мая 1994 года завод был акционирован и преобразован в акционерное общество открытого типа «Форманта», в октябре 1998 года — в открытое акционерное общество «Форманта».
Радиозавод своими силами строил в Качканаре объекты социальной инфраструктуры. В 1989 году было построено Профессиональное техническое училище № 136. По состоянию на 1994 год, на балансе завода числились 11 жилых домов, 2 общежития, 4 детских сада, клуб «Бригантина». К 1998 году все жилые здания и социальные объекты были переданы в муниципальную собственность.
После распада СССР в условиях отсутствия оборонных заказов Форманта не смогла выйти на безубыточный уровень, выпуская только бытовую технику. Номенклатура производимой продукции включала в себя телевизоры двух диагоналей «Roadstar» и «Okari», одноимённые музыкальные центры и магнитофоны, стиральные машины «Форманта», пылесосы «Робот», подставки универсальные, светильники, сигнальные револьверы, гаражные замки, электронагревательные котлы. Ситуация усугублялась тем, что на балансе завода находилась вся инфраструктура бывшего радиозавода, в то время как в производстве был задействован лишь один цех. В результате в 1995 году 300 сотрудников завода из общего штата в 725 человек были отправлены в полугодовой неоплачиваемый отпуск, а в 1998 году имущество предприятия было арестовано налоговой инспекцией.

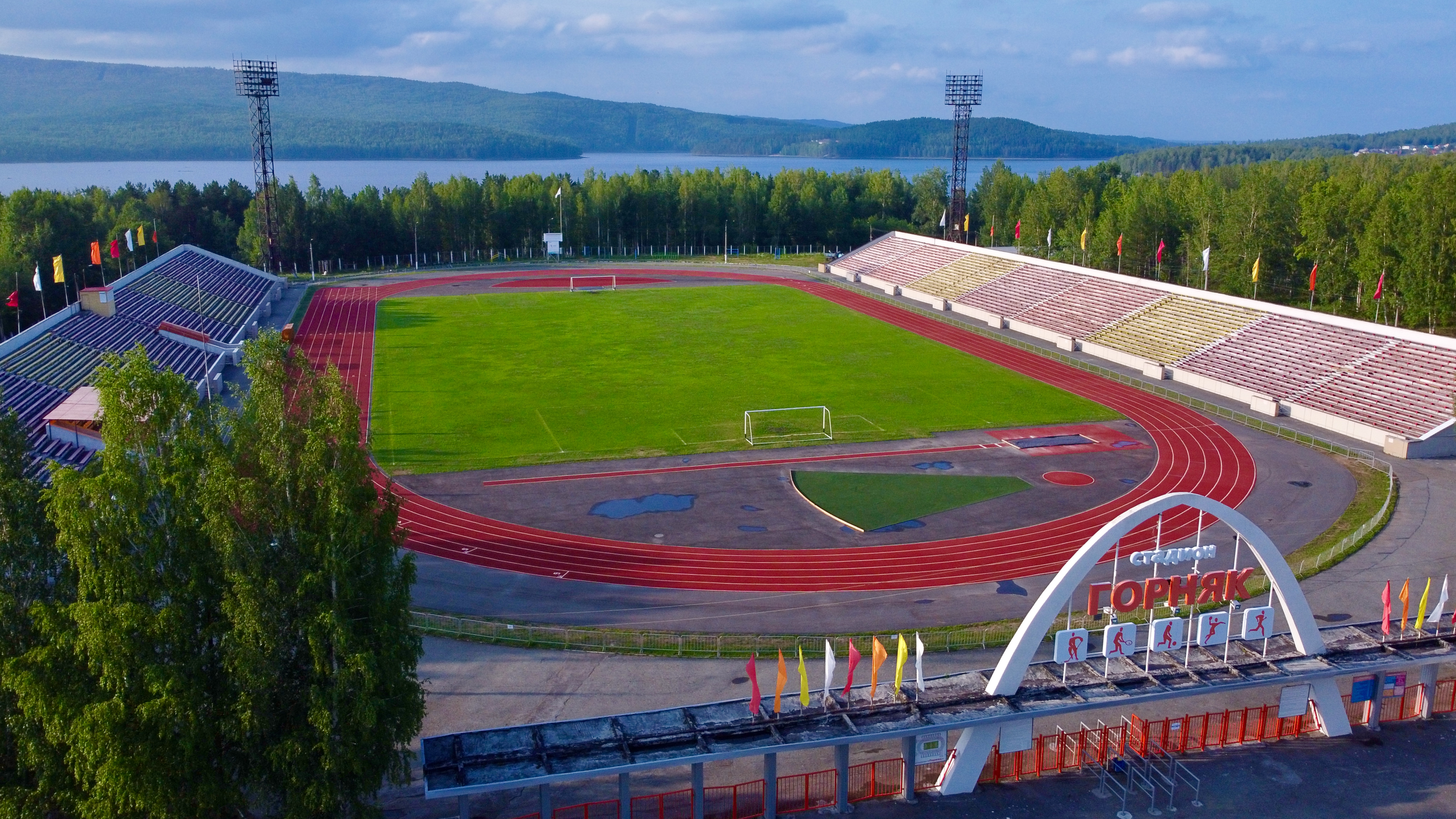
Стадион «Горняк» в Качканаре, место проведения фестивалей «Форманта»

26 мая 2001 года ОАО «Форманта» было признано банкротом с введением конкурсного производства, 24 августа все работники были уволены в связи с ликвидацией организации. По состоянию на 2021 год, часть корпусов бывшего радиозавода занята торгово-развлекательными заведениями, гостиницами и мелкими производствами.

## Музыкальный фестиваль «Форманта»
В конце 1980-х годов на радиозаводе был сформирован отдел маркетинга, который был призван продвигать на рынке неизвестную продукцию из небольшого города. В результате в конце 1980-х годов в Качканаре была запущена серия ежегодных музыкальных фестивалей «Форманта», проводившихся на стадионе «Горняк» и ставших значимым городским событием. Радиозавод выступал спонсором фестивалей, разыгрывая на мероприятиях ценные призы — синтезаторы собственного производства и другие. На фестивали приглашались знаменитые исполнители: группа Стаса Намина, Сергей Крылов, Ольга Кормухина, Светлана Лазарева, Олег Газманов, группы Фристайл, Кар-мэн, Агата Кристи и другие. В 1992 году вышла грампластинка со сборником лучших песен фестивалей Форманта.